# Élections législatives serbes de 2022
Les élections législatives serbes de 2022 ont lieu le 3 avril 2022 afin de renouveler les 250 sièges de l'Assemblée nationale de la Serbie. 
Initialement prévues pour 2024, les élections sont organisées de manière anticipée deux ans avant la date prévue pour qu'elles aient lieu le même jour que l'élection présidentielle serbe de 2022.
La coalition  menée par le Parti progressiste serbe (SNS) perd de peu sa majorité absolue des sièges mais conserve la majorité relative, devançant nettement les autres coalitions et partis.

## Contexte

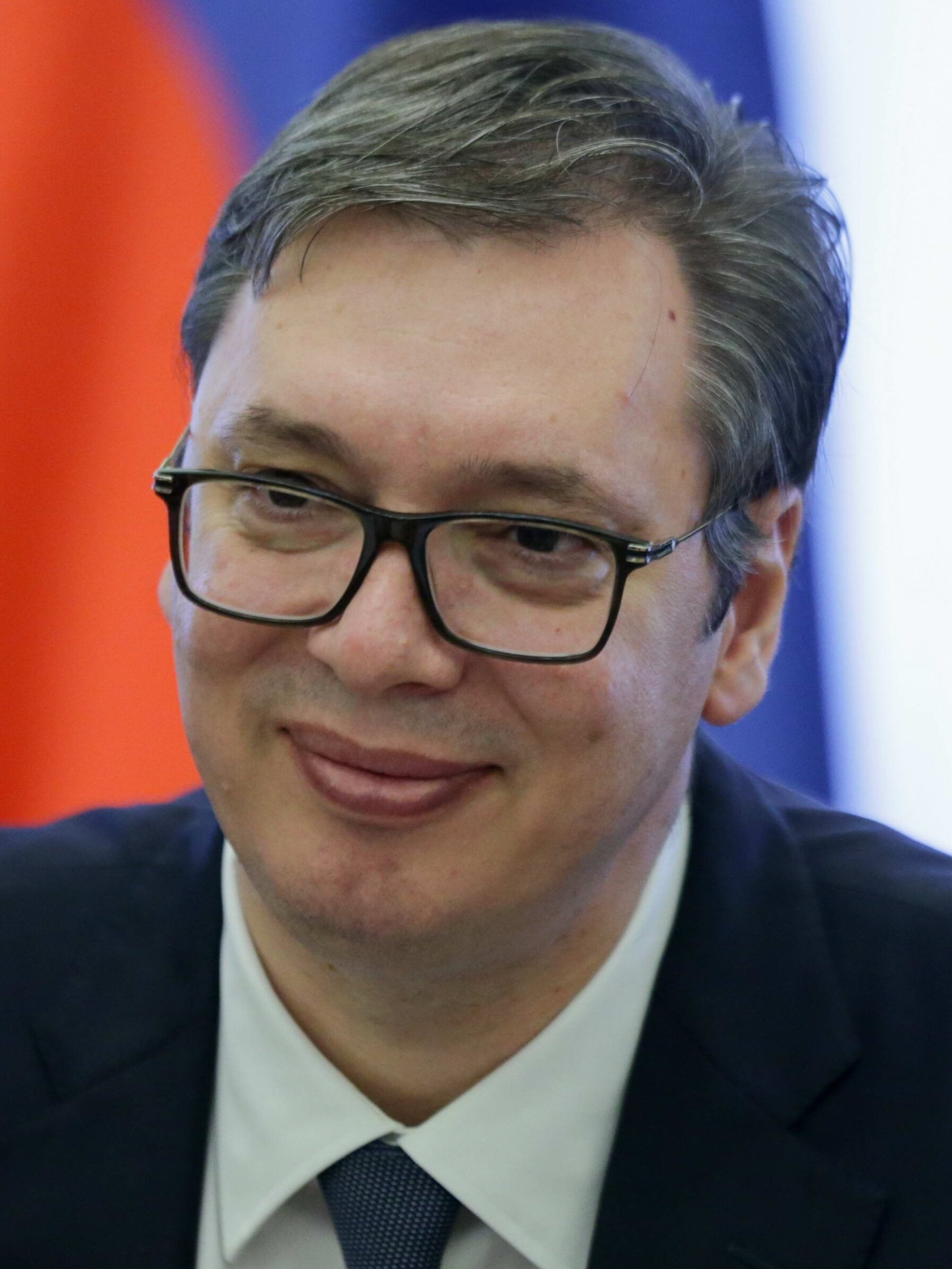
Le président serbe Aleksandar Vučić.

Les législatives de juin 2020 sont marquées par la victoire sans appel de la coalition menée par le Parti progressiste serbe (SNS) au pouvoir et ses alliés, dans le contexte d'un boycott de nombreux partis d'opposition qui ne considèrent pas les conditions d'organisation du scrutin comme démocratiques. Le scrutin est un succès pour le président de la république Aleksandar Vučić ainsi que pour la présidente du gouvernement, Ana Brnabić, qui est reconduite dans ses fonctions.
Conservateur et pro-européen, le SNS est au pouvoir depuis 2016 au sein d'un gouvernement de coalition avec le Parti socialiste (SPS) de l'ex-chef du gouvernement, Ivica Dačić.
Jusqu'alors président du gouvernement, le chef du SNS Aleksandar Vučić est élu président de la République dès le premier tour de la présidentielle d'avril 2017 avec 55,06 % des voix. Ana Brnabić lui succède à la tête du gouvernement, devenant par la même occasion la première femme, la première personne ouvertement homosexuelle et la première d'origine croate à exercer cette fonction.
La victoire de la coalition menée par le Parti progressiste serbe est qualifiée de « raz de marée électoral » par les observateurs, celle-ci réunissant près de 63 % des suffrages et 189 sièges sur 250, bien au-delà de la majorité absolue nécessaire pour gouverner. Bien qu'en deuxième position, son ancien partenaire de coalition, le Parti socialiste de Serbie, ne réunit que 11 % des suffrages et 32 sièges. Le reste est remporté par plusieurs partis mineurs bénéficiant pour certains des facilités liés à leur statut de parti ethnique. La victoire du gouvernement sortant intervient cependant dans le contexte d'un boycott de nombreux partis d'opposition qui ne considèrent pas les conditions d'organisation du scrutin comme démocratiques et dénoncent une dérive autoritaire,.
Bien que ne disposant que de peu de pouvoirs constitutionnels, le président Aleksandar Vučić est fortement associé à cette victoire électorale. Renforcé par sa gestion de la crise liée au coronavirus et bénéficiant d'une importante popularité, Vučić a les coudées franches pour s'engager dans des négociations sur la reconnaissance du Kosovo, dont les élections l'année précédente ont abouti quelques mois plus tôt à un nouveau gouvernement favorable à leurs reprise,. Ce dernier tombe cependant courant décembre 2020, et les législatives anticipées aboutissent à la victoire du parti nationaliste de gauche Autodétermination d'Albin Kurti, qui coupe court aux projets d'échange de territoire dans la région.
A l'initiative d'Aleksandar Vučić et du gouvernement, de nouvelles élections législatives sont organisées deux ans avant la fin naturelle du mandat de l'assemblée afin de les tenir en même temps que le premier tour de l'élection présidentielle de 2022, une première dans le pays.

## Système électoral

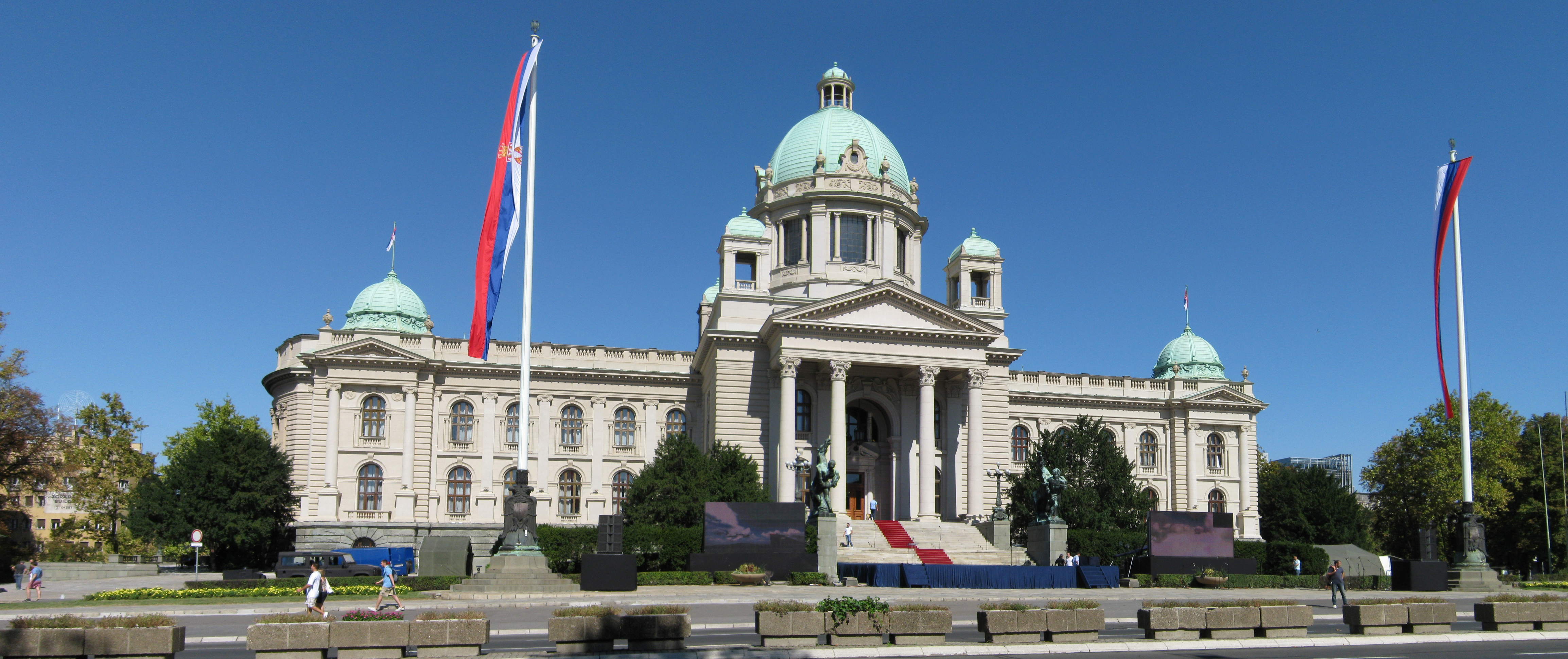
Le bâtiment de l'assemblée sur la place Nikola Pašić à Belgrade.

L'Assemblée nationale est un parlement unicaméral doté de 250 sièges pourvus pour quatre ans au scrutin proportionnel plurinominal avec listes bloquées dans une unique circonscription électorale nationale. Les sièges sont répartis selon la méthode d'Hondt à tous les partis ayant franchi le seuil électoral de 3 % du total des votants — contre 5 % auparavant — y compris les suffrages blancs et nuls. Les partis représentant une minorité nationale sont cependant affranchis de ce seuil, pour peu qu'ils aient été reconnus comme tels à leur demande par la Commission électorale de la République,.

## Forces en présence
| Coalitions et partis Nom de la liste | Coalitions et partis Nom de la liste                                                               | Idéologie | Tête de liste       |
| --- | -------------------------------------------------------------------------------------------------- | --- | ------------------- |
| | Coalition Ensemble, nous pouvons tout faire                                                        | Attrape-tout ou Centre droit à droite National-conservatisme, conservatisme, libéralisme économique, europhilie | Danica Grujičić     |
| Aleksandar Vučić — Ensemble, nous pouvons tout faire | | Attrape-tout ou Centre droit à droite National-conservatisme, conservatisme, libéralisme économique, europhilie | Danica Grujičić     |
| | Parti socialiste de Serbie (SPS) - Serbie unie (JS) - Parti communiste (KP) - Verts de Serbie (ZS) | Centre gauche Social-démocratie, nationalisme de gauche, europhilie                                             | Ivica Dačić         |
| Ivica Dačić - Président du gouvernement de la Serbie | | Centre gauche Social-démocratie, nationalisme de gauche, europhilie                                             | Ivica Dačić         |
| | Alliance des Magyars de Voïvodine (VMSZ)                                                           | Centre droit Défense de la minorité magyare de Serbie, régionalisme, libéral-conservatisme                      | Bálint Pásztor      |
| Alliance des Magyars de Voïvodine — István Pásztor | | Centre droit Défense de la minorité magyare de Serbie, régionalisme, libéral-conservatisme                      | Bálint Pásztor      |
| | Parti radical serbe (SRS)                                                                          | Droite à extrême droite Nationalisme, national-conservatisme, euroscepticisme, russophilie                      | Vojislav Šešelj     |
| Dr Vojislav Šešelj — Parti radical serbe | | Droite à extrême droite Nationalisme, national-conservatisme, euroscepticisme, russophilie                      | Vojislav Šešelj     |
| | Coalition Serbie unie                                                                              | Centre Anti-Vučić, Anticorruption, Justice sociale                                                              | Marinika Tepić      |
| Marinika Tepić — Unis pour la victoire de la Serbie | | Centre Anti-Vučić, Anticorruption, Justice sociale                                                              | Marinika Tepić      |
| | Parti démocrate de Serbie                                                                          | Centre droit Monarchisme, conservatisme, anti-communisme                                                        | Božidar Delić       |
| Dr Milos Jovanovic - NADA pour la Serbie - Coalition serbe NADA - Alternative démocratique nationale - Parti démocratique de Serbie - Pour le royaume de Serbie - Vojislav Mihailovic                | | Centre droit Monarchisme, conservatisme, anti-communisme                                                        | Božidar Delić       |
| | Parti serbe des gardiens du serment                                                                | Extrême droite Ultranationalisme                                                                                | Milica Djurdjević   |
| Milica Djurdjevic Stamenkovski - Parti des gardiens du serment serbe | | Extrême droite Ultranationalisme                                                                                | Milica Djurdjević   |
| | Parti de la justice et de la réconciliation                                                        | Centre droit Islamisme, Minorités bosniaques                                                                    | Usame Zukorlic      |
| L'héritage du mufti - Parti de la justice et de la réconciliation - Usame Zukorlić | | Centre droit Islamisme, Minorités bosniaques                                                                    | Usame Zukorlic      |
| | Moramo - Action - Insurrection écologique - Ćuta - Ne laisse pas tomber Belgrade                   | Gauche Ecologisme, Europhilie                                                                                   | Alexandre Jovanovic |
| Moramo — Action — Insurrection écologique — Ćuta — Ne laissez pas Belgrade se noyer — Nebojša Zelenović                                                                                              | | Gauche Ecologisme, Europhilie                                                                                   | Alexandre Jovanovic |
| | Ça suffit !                                                                                        | Droite Populisme                                                                                                | Sasa Radulovic      |
| Souverainistes - Sasa Radulovic - Milan Stamatovic - Dr. Jovana Stojkovic | | Droite Populisme                                                                                                | Sasa Radulovic      |
| | Mouvement pour la restauration du royaume de Serbie                                                | Droite Nationalisme serbe, Monarchisme                                                                          | Milos Parandilovic  |
| Bosko Obradovic - Mouvement serbe Dveri - POKS - Milos Parandilovic - Bloc patriotique pour la restauration du royaume de Serbie                                                                     | | Droite Nationalisme serbe, Monarchisme                                                                          | Milos Parandilovic  |
| | Ensemble pour la Voïvodine                                                                         | Attrape-tout Autonomisme, Minorités croates                                                                     | Tomislav Zigmanov   |
| Alliance démocratique des Croates en Voïvodine - Ensemble pour la Voïvodine | | Attrape-tout Autonomisme, Minorités croates                                                                     | Tomislav Zigmanov   |
| | Parti d'action démocratique du Sandžak                                                             | Attrape-tout Minorités bosniaques du Sandžak                                                                    | Enis Imamovic       |
| SDA du Sandzak - Dr Sulejman Ugljanin | | Attrape-tout Minorités bosniaques du Sandžak                                                                    | Enis Imamovic       |
| | Parti social démocrate - Nouveau Parti                                                             | Centre à centre gauche Social-libéralisme                                                                       | Goran Radosavljevic |
| Boris Tadić — Allez le peuple — Parti social-démocrate — Nouveau parti — 1 sur 5 millions — Tolérance de la Serbie — Mouvement vert uni de Serbie — Parti civique bosniaque — Parti des Monténégrins | | Centre à centre gauche Social-libéralisme                                                                       | Goran Radosavljevic |
| | Alternative pour les changements - Alternative démocratique albanaise                              | Attrape-tout Minorités albanaises                                                                               | Chqiprim Arifi      |
| Alternative pour les changements — Alternative démocratique albanaise | | Attrape-tout Minorités albanaises                                                                               | Chqiprim Arifi      |

## Sondages
| Pour des raisons techniques, il est temporairement impossible d'afficher le graphique qui aurait dû être présenté ici. | Pour des raisons techniques, il est temporairement impossible d'afficher le graphique qui aurait dû être présenté ici. |

## Résultats
|                          |                                                                   |           |       |       |        |               |  |  |  |  |  |  |  |  |
| Parti ou coalition       | Parti ou coalition                                                | Voix      | %     | +/–   | Sièges | +/–           |  |  |  |  |  |  |  |  |
|                          | Ensemble, nous pouvons tout faire (SNS)                           | 1 635 101 | 44,27 | 18,75 | 120    | 68            |  |  |  |  |  |  |  |  |
|                          | Unis pour la victoire de la Serbie (US)                           | 520 469   | 14,09 | Nv    | 38     | 38            |  |  |  |  |  |  |  |  |
|                          | Ivica Dačić - Président du gouvernement de Serbie (SPS – JS – ZS) | 435 274   | 11,79 | 1,06  | 31     | 1             |  |  |  |  |  |  |  |  |
|                          | Alternative démocratique nationale (NADA)                         | 204 444   | 5,54  | Nv    | 15     | 15            |  |  |  |  |  |  |  |  |
|                          | Nous pouvons (Moramo)                                             | 178 733   | 4,84  | Nv    | 13     | 13            |  |  |  |  |  |  |  |  |
|                          | Mouvement Dveri (Dveri) - POKS                                    | 144 762   | 3,92  | Nv    | 10     | 10            |  |  |  |  |  |  |  |  |
|                          | Parti serbe des gardiens du serment (SSZ)                         | 141 227   | 3,82  | 2,34  | 10     | 10            |  |  |  |  |  |  |  |  |
|                          | Souverainistes (DJB-ZS-ŽZS)                                       | 86 362    | 2,34  | 0,04  | 0      | en stagnation |  |  |  |  |  |  |  |  |
|                          | Parti radical serbe (SRS)                                         | 82 066    | 2,22  | 0,09  | 0      | en stagnation |  |  |  |  |  |  |  |  |
|                          | SDS-Nova                                                          | 63 560    | 1,72  | Nv    | 0      | en stagnation |  |  |  |  |  |  |  |  |
|                          | Alliance des Magyars de Voïvodine (VMSZ)                          | 60 313    | 1,63  | 0,69  | 5      | 4             |  |  |  |  |  |  |  |  |
|                          | Parti de la justice et de la réconciliation (SPP)                 | 35 850    | 0,97  | Coa   | 3      | 1             |  |  |  |  |  |  |  |  |
|                          | Bébés volés (OBAP)                                                | 31 196    | 0,84  | Nv    | 0      | en stagnation |  |  |  |  |  |  |  |  |
|                          | Ligue démocratique des Croates de Voïvodine (DSHV-ZZV)            | 24 024    | 0,65  | Coa   | 2      | 2             |  |  |  |  |  |  |  |  |
|                          | Parti d'action démocratique du Sandžak (SDA S)                    | 20 553    | 0,56  | 0,24  | 2      | 1             |  |  |  |  |  |  |  |  |
|                          | Coalition albanaise de la vallée de Preševo (KAPD)                | 10 165    | 0,26  | N/a   | 1      | 1             |  |  |  |  |  |  |  |  |
|                          | Alliance pour la minorité russe                                   | 9 569     | 0,26  | Nv    | 0      | en stagnation |  |  |  |  |  |  |  |  |
|                          | Parti rom (RP)                                                    | 6 393     | 0,17  | Nv    | 0      | en stagnation |  |  |  |  |  |  |  |  |
|                          | Alternative pour le changement                                    | 3 267     | 0,09  | Nv    | 0      | en stagnation |  |  |  |  |  |  |  |  |
|                          |                                                                   |           |       |       |        |               |  |  |  |  |  |  |  |  |
| Suffrages exprimés       | Suffrages exprimés                                                | 3 693 328 | 97,04 |       |        |               |  |  |  |  |  |  |  |  |
| Votes blancs et nuls     | Votes blancs et nuls                                              | 112 722   | 2,96  |       |        |               |  |  |  |  |  |  |  |  |
| Total                    | Total                                                             | 3 806 050 | 100   | –     | 250    | en stagnation |  |  |  |  |  |  |  |  |
| Abstentions              | Abstentions                                                       | 2 696 257 | 41,47 |       |        |               |  |  |  |  |  |  |  |  |
| Inscrits / participation | Inscrits / participation                                          | 6 502 307 | 58,53 |       |        |               |  |  |  |  |  |  |  |  |

## Analyse et conséquences

Parti ou coalition arrivé en tête par municipalité.

Le scrutin est une victoire en demi teinte pour le président Aleksandar Vučić, dont la coalition « Ensemble, nous pouvons tout faire » arrive en tête en devançant nettement les autres coalitions et partis mais perd sa majorité absolue des sièges, ne conservant que la majorité relative. 
Réélu le même jour au premier tour, Vučić déclare lors de son discours de victoire au soir du 3 avril que « L'influence de la crise ukrainienne sur les élections a été énorme » et que « la Serbie a penché dramatiquement vers la droite »,.
Le 27 août, le président Aleksandar Vučić charge la présidente du gouvernement Ana Brnabić de former un nouveau gouvernement. Après plusieurs mois de négociations, la coalition menée par la Parti progressiste serbe (SNS) conclu un accord avec le Parti socialiste de Serbie (SPS), permettant la présentation d'un  nouveau gouvernement le 23 octobre suivant, soit plus de six mois après les élections. Le gouvernement Brnabić III est investi après avoir reçu la confiance de l'Assemblée nationale trois jours plus tard, par 157 voix pour et 68 contre, 25 députés n'étant pas présents au moment du vote,.